# Kanton Villeneuve-Saint-Georges
Kanton Villeneuve-Saint-Georges (fr. Canton de Villeneuve-Saint-Georges) je francouzský kanton v departementu Val-de-Marne v regionu Île-de-France. Tvoří ho pouze část města Villeneuve-Saint-Georges. Zbývající území města se nachází v kantonu Valenton.